# Kerivoula myrella
Kerivoula myrella — вид рукокрилих родини Лиликові (Vespertilionidae).

## Поширення
Країни поширення: Папуа Нова Гвінея. Висота мешкання: від рівня моря до 500 м над рівнем моря. Цей вид був захоплений вздовж водотоків в порушених умовах зростання вторинної рослинності. 

## Загрози та охорона
Розвиток вирощування олійної пальми, ймовірно, знищив великі площі місць проживання цього виду.